# Cuts Both Ways
Cuts Both Ways – anglojęzyczny studyjny album Glorii Estefan z 1989 roku. Album ten uznaje się za pierwszy solowy album w karierze Glorii Estefan. Wszystkie poprzednie płyty sygnowane były nazwą: Gloria Estefan & Miami Sound Machine. Chociaż album "Cuts Both Ways" był solowym dziełem piosenkarki, płyta nagrana została z towarzyszeniem wszystkich muzyków z zespołu Miami Sound Machine. Album wyprodukowany został przez męża Glorii, Emilio Estefana Jr. oraz Jorge Casasa i Claya Ostwalda. Zdjęcie na okładce albumu jest dziełem słynnego fotografa Randeego St. Nicholasa. "Cuts Both Ways" do dziś jest najpopularniejszym albumem w karierze piosenkarki. Krążek zyskał status trzykrotnej platyny w USA i Wielkiej Brytanii, a na całym świecie sprzedał się w ponad dziesięciu milionach egzemplarzy, stając się jednym z największych bestsellerów 1989 roku. Płyta promowana była pięcioma singlami: "Don't Wanna Lose You" (który dotarł na szczyt amerykańskiej listy przebojów, był nominowany do nagrody Grammy, a także zyskał status złotego krążka), "Get On Your Feet" (który dotarł w USA do pozycji 11), "Here We Are" (który zdołał dotrzeć w Stanach do pozycji 6), "Oye Mi Canto" (teledysk do tego singla otrzymał nagrodę MTV Video Music Awards) oraz "Cuts Both Ways" (za który artystka otrzymała prestiżową nagrodę BMI Award dla najlepszej kompozytorki roku). Promocję albumu uzupełniło wydanie hiszpańskojęzycznej wersji "Don't Wanna Lose You" (Si Voy Perderte), która osiągnęła szczyt latynoskich zestawień. Album "Cuts Both Ways" jest swoistego rodzaju koncept-albumem. Według Estefan jej intencją było umieszczenie na płycie utworów zarówno szybkich jak i ballad, a także utworów hiszpańsko- i anglojęzycznych. Gloria w ten sposób chciała dotrzeć do jak najszerszego grona odbiorców.

## Spis utworów
1. Ay, Ay I *
2. Here We Are *
3. Say
4. Think About You Now
5. Nothin' New *
6. Oye Mi Canto *
7. Don't Wanna Lose You *
8. Get On Your Feet
9. Your Love Is Bad For Me *
10. Cuts Both Ways *
11. Oye Mi Canto (wersja hiszpańskojęzyczna) *
12. Si Voy Perderte *

*-utwory skomponowane przez Glorię Estefan.

### Dodatkowe informacje
Na płycie "Cuts Both Ways" zadebiutował wówczas nieznany piosenkarz Jon Secada, który rozpocznie solową karierę w 1993 roku. Secada pomagał w skomponowaniu kilku utworów, zaśpiewał w chórkach a także był odpowiedzialny za zaaranżowanie kilku piosenek.